# Kenshin le vagabond (film)
Pour les articles homonymes, voir Kenshin le vagabond.
Série
Kenshin : Kyoto Inferno
(2014)
Pour plus de détails, voir Fiche technique et Distribution.
Kenshin le vagabond (るろうに剣心, Rurōni Kenshin) est un film japonais réalisé par Keishi Ōtomo et sorti en 2012. Le film, adapté du manga du même nom de Nobuhiro Watsuki et mettant en vedette Takeru Satō et Emi Takei, se concentre sur des événements fictifs qui ont lieu pendant la période Meiji au Japon.
Il est le premier film d'une trilogie et est suivi par Kenshin : Kyoto Inferno et Kenshin : La Fin de la légende, tous deux sortis en 2014.

## Synopsis
Après avoir participé à la guerre du Bakumatsu, Kenshin Himura erre dans la campagne japonaise, connu sous le surnom de Battosai, offrant aide et protection aux personnes dans le besoin pour expier les meurtres qu'il a commis.

## Fiche technique
- Titre original : るろうに剣心 (Rurōni Kenshin?)
- Titre français : Kenshin le vagabond
- Réalisation : Keishi Ōtomo
- Scénario : Kiyomi Fujii et Keishi Ōtomo, d'après le manga de Nobuhiro Watsuki
- Photographie : Takurō Ishizaka (ja)
- Montage : Tsuyoshi Imai (ja)
- Musique : Naoki Satō
- Pays de production :  Japon
- Langue : japonais
- Format : couleur - 2,35:1 - 35 mm - Dolby Digital
- Genre : film d'action ; chanbara
- Durée : 134 minutes
- Date de sortie :
  - Japon : 25 août 2012[1]

### Version française
- Studio : Dubbing Brothers
- Adaptation : Déborah Perret
- Direction Artistique : Bruno Mullenaerts
- Mixage : Tony Moller

## Personnages
- Kenshin Himura, dit Battosai : Un assassin devenu vagabond qui a fait vœu de ne plus jamais tuer.
- Kaoru Kamiya : La propriétaire d'une école de kendo que lui a laissée son père.
- Sanosuke Sagara : Un combattant de rue qui se lie d'amitié avec Kenshin.
- Kanryu Takeda : Un homme d'affaires impitoyable contrôlant la criminalité organisée.
- Megumi Takani : Issu d'une famille célèbre de médecins et de guérisseurs, contraint par Kanryu de fabriquer de l'opium.
- Jine Udo : Un homme de Kanryu, survivant de la bataille de Toba-Fushimi.
- Gein : Un homme de Kanryu.
- Inui Banjin : Un homme de Kanryu.
- Yahiko Myojin : Le seul étudiant au dojo de Kaoru.
- Hajime Saito : Un ancien membre du Shinsen gumi qui travaille maintenant pour le gouvernement Meiji comme officier de police sous le nom de Goro Fujita.
- Yamagata Aritomo : Un haut responsable du gouvernement Meiji et supérieur de Saito.

## Distribution
- Takeru Satō (VFB : Gauthier de Fauconval) : Kenshin Himura, dit Battosai
- Emi Takei (VFB : Micheline Tziamalis) : Kaoru Kamiya
- Munetaka Aoki (en) (VFB : Pierre Lognay) : Sanosuke Sagara
- Teruyuki Kagawa (VFB : Patrick Donnay) : Kanryu Takeda
- Yū Aoi (VFB : Nancy Philippot) : Megumi Takani
- Kōji Kikkawa (VFB : Philippe Résimont) : Jine Udo
- Gō Ayano : Gein
- Genki Sudō : Inui Banjin
- Taketo Tanaka (VFB : Achille Dubois) : Yahiko Myojin
- Yosuke Eguchi : Hajime Saito
- Eiji Okuda : Yamagata Aritomo